# Chatmonchy
Chatmonchy (яп. チャットモンチー тяттомонти:) — японская женская J-Pop группа, состоящая из Эрико Хасимото (гитара, вокал), Акико Фукуока (бас-гитара, вокал) и Кумико Такахаси (ударные, вокал), из префектуры Токусима острова Сикоку, Япония. С 2005 выпускаются под лейблом Sony Music Japan Ki/oon Records.
Название группы не имеет никакого конкретного значения. Фукуока и Такахаси пишут лирику к музыке, которую сочиняет Хасимото.

## Участники
- Эрико Хасимото (エリコ ハシモト) : гитара, вокал
- Акико Фукуока (アキコ フクオカ) : бас-гитара, бэк-вокал
- Кумико Такахаси (クミコ タカハシ) : ударные, бэк-вокал

## История группы

### 2000—2004: Начало, первый альбом
В 2000 году Хасимото создала chatmonchy в городе Токусима. Сначала в эту группу входило шесть человек — два вокалиста, два гитариста, басист и ударник.
В 2002 группа распалась в связи со сдачей вступительных экзаменов её участниками. Хасимото встречает Фукуоку, с которой училась в одной школе, и они возрождают группу. Некоторое время в 2003 году с ними работал ударник. После его ухода девушки стали позиционировать себя как дуэт.
В 2004 Фукока встретила в клубе своего университета Такахаси, которая присоединилась к группе. Тогда и установился неизменный до сих пор состав. Был записан первый альбом chatmonchy ni Naritai (яп. チャットモンチーになりたい). Они распространяли его самостоятельно, и успешно продали более 1500 копий.

### 2005—2008
23 ноября 2005 года совместно с Junji Ishiwatari из группы Supercar в качестве продюсера, Chatmonchy выпустили chatmonchy has come — первый альбом под лейблом фирмы Ki/oon Records. Альбом был распродан с двадцатитысячныйм тиражом. В марте того же года трио записало сингл Koi no Kemuri, который, однако, в то время не пользовался популярностью. В июле 2006 вышел альбом Miminari, дебютировавший на 10 позиции в чарте альбомов Oricon. А в ноябре сингл Shangurira вышел на шестую позицию в чарте Oricon.
Апрель 2007 — сингл Joshi Tachi ni Asu wa Nai, не получивший успеха. Но уже в июне их следующий сингл Tobi Uo no Butterfly занял девятую позицию в чарте.
Для аниме-сериала Bleach была записана композиция Daidai (померанец) — 12 позиция в чартах.
В октябре 2007 альбом Seimeiryoku вышел на вторую строку чарта Oricon. Спустя месяц chatmoncy записали свой первый DVD Chatmonchy Restaurant Zensai.
Продолжая работать в таком же темпе, девушки записывают синглы Hira Hira Hiraku Himitsu no Tobira, Kaze Fukeba Koi и Somaru Yo (11, 8 и 10 позиция соответственно в Oricon), а также выпускают второй DVD Chatmonchy Restaurant Soup.

### 2009 — наши дни
4 февраля 2009 года chatmonchy издали сингл Last Love Letter, который дебютировал под номером 7 в чарте Oricon. В марте был выпущен новый альбом Kokuhaku (яп. 告白) и записана BD-версия диска Chatmonchy Restaurant Main Dish.
Сейчас трио выступает в США в рамках тура Japan Nite.

## Дискография
| - Март 2006: Koi no Kemuri (яп. 恋の煙) - Июнь 2006: Renai Spirits (яп. 恋愛スピリッツ) - Ноябрь 2006: Shangurira (яп. シャングリラ) - Апрель 2006: Joshi Tachi ni Asu wa Nai (яп. 女子たちに明日はない) - Июнь 2007: Tobi Uo no Butterfly (яп. とび魚のバタフライ/世界が終わる夜に) - Сентябрь 2007: Daidai (яп. 橙) - Октябрь 2007: Seimeiryoku (яп. 生命力) - Февраль 2008: Hira Hira Hiraku Himitsu no Tobira (яп. ヒラヒラヒラク秘密ノ扉) - Июнь 2008: Kaze Fukeba Koi (яп. 風吹けば恋) - Ноябрь 2008: Somaru Yo (яп. 染まるよ) - Февраль 2009: Last Love Letter | - 2004: chatmonchy ni Naritai (яп. チャットモンチーになりたい; We Wanna Be chatmonchy) - 2005: chatmonchy has come - 2006: Miminari (яп. 耳鳴り; Ringing Ear) - 2007: Seimeiryoku (яп. 生命力; Vitality) - 2009: Kokuhaku (яп. 告白; Confession) - 2007: Chatmonchy Restaurant Zensai (яп. チャットモンチー レストラン 前菜; Chatmonchy Restaurant Appetizer) - Февраль 2008: Chatmonchy Restaurant Soup (яп. チャットモンチー レストラン スープ; Chatmonchy Restaurant Soup) - Ноябрь 2008: Chatmonchy Restaurant Main Dish (яп. チャットモンチー レストラン メインディッシュ; Chatmonchy Restaurant Main Dish) |